# CIE 1960 색 공간

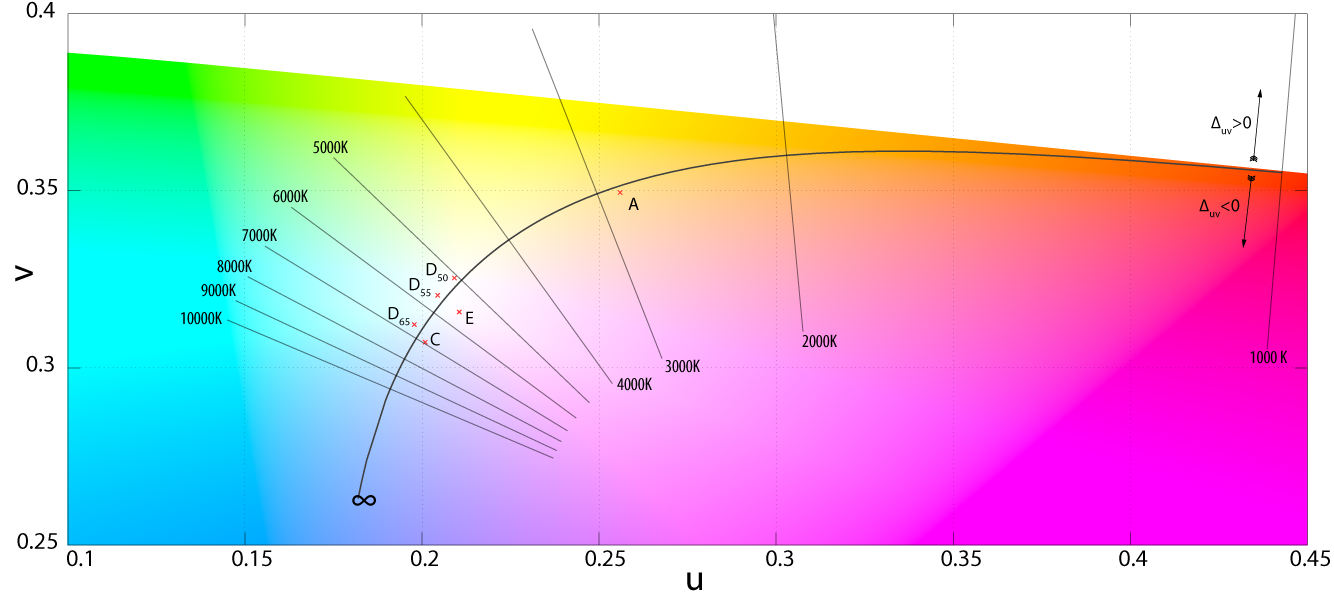

CIE 1960 색 공간("CIE 1960 UCS", 다양하게 확장된 균일 색 공간, 균일 색 스케일, 균일 색도 척도, 균일 색도 공간)은 데이비드 맥애덤(David MacAdam)이 고안한 (u, v) 색도 공간의 다른 이름이다.
CIE 1960 UCS에서는 휘도나 밝기 성분을 정의하지 않지만 XYZ 색공간의 Y 삼자극값이나 CIE 1964 색공간의 W*와 유사한 밝기 지수가 사용되는 경우가 있다.
오늘날 CIE 1960 UCS는 등치선이 플랑크 궤적에 수직인 상관 색온도를 계산하는 데 주로 사용된다. 균일한 색도 공간으로서 CIE 1976 UCS로 대체되었다.